# Тірдат (цар Іберії)
Тірдат I (*თრდატი, д/н —406) — цар Іберії у 394—406 роках. Основним історичним джерелом про цього володаря є збірка середньовічних літописів «Картліс цховреба».

## Життєпис
Походив з династії Хосровідів. Молодший син Рева II, царя Іберії, та Саломе з династії Вірменських Аршакидів. У 361 році втратив батька. У 363 році після повалення старшого брата — царя Саурмага II — втік разом з ним до Римської імперії. У 370 році під час походу римських військ до Іберії повернувся. Допомагав братові правити у його частині (південній Іберії).
У 378 році після другого повалення Саурмага II залишився в царстві. Згодом видав доньку за свого родича — царя Вазар-Бакура II. У середині 380-х років спробував за допомогою вірменських родичів повалити останнього, проте невдало — Вазар-Бакур II утримався на троні завдяки перській військовій допомозі.
У 394 році після смерті Вазар-Бакура II, Тірдат скористався малолітством синів останнього і захопив трон. Згідно з грузинськими літописами Тірдат I відзначився здоровим глуздом, розсудливістю і дипломатичним хистом. Завдяки цьому, йому вдалося домовитися про залишення військами Сасанідської Персії меж Іберії, що сприяло піднесенню авторитету царської влади. Невдовзі після цього уклав союз з візантійським імператором Аркадієм.
Водночас сприяв посиленню християнства, наказавши спорудити величні церкви в містах Руставі і Некресі. Помер 406 року. Йому спадкував онук Фарсман IV.